# Бульвар Дмитра Вишневецького (Тернопіль)
Бульвар Дмитра Вишневецького  — один з бульварів міста Тернополя, розташований у мікрорайоні Аляска. Названий на честь відомого військовика князя Дмитра-Байди Вишневецького.

## Відомості
Розпочинається від вулиці Симоненка, пролягає, кілька разів змінюючи напрямок, до вулиці Леся Курбаса, де й закінчується.
Потрапити автомобілем на бульвар можна з вулиці Нестора Морозенка. Маршрути міського авто- і електротранспорту не пролягають бульваром. Найближчі зупинки громадського транспорту розташовані на вулицях Симоненка, Леся Курбаса, Володимира Великого.

## Установи, організації
- Комунальний заклад Тернопільської міської ради «Комплексна дитячо-юнацька спортивна школа № 1» (бульвар Дмитра Вишневецького, 8а)[2]
- Тернопільська загальноосвітня школа № 28 (бульвар Дмитра Вишневецького, 10)
- Тернопільська спеціалізована школа № 29 (бульвар Дмитра Вишневецького, 8)[3]
- Тернопільський дошкільний навчальний заклад № 21 (бульвар Дмитра Вишневецького, 6)[4]